# Eremaula ptilopleura
Eremaula ptilopleura là một loài bướm đêm trong họ Noctuidae.